# Чорна вівсянка
Чорна вівся́нка (Melopyrrha) — рід горобцеподібних птахів родини саякових (Thraupidae). Представники цього роду мешкають на Карибах  .

## Таксономія і систематика
Раніше рід Melopyrrha вважався монотиповим, і включав лише вид Melopyrrha nigra, однак за результатами молекулярно-генетичного дослідження до нього були також включені три види, яких раніше відносили до роду Вівсянка-снігурець (Loxigilla).
Рід Melopyrrha традиційно відносили до родини вівсянкових (Emberizidae), однак за результатами молекулярно-філогенетичних досліджень він, разом з низкою інших родів, був переведений до родини саякових (Thraupidae).

## Види
Виділяють чотири види:
- Вівсянка-снігурець рудоголова (Melopyrrha portoricensis)
- Melopyrrha grandis[11]
- Вівсянка-снігурець велика (Melopyrrha violacea)
- Вівсянка чорна (Melopyrrha nigra)

## Етимологія
Наукова назва роду Melopyrrha походить від сполучення слова дав.-гр. μελας — чорний і наукової назви роду Снігур (Pyrrhula Brisson, 1760).